# Vuelo 2306 de Inter Austral
El vuelo 2306 de Inter Austral sufrió el 9 de agosto de 1995 un accidente mientras sobrevolaba las Sierras Grandes (Córdoba), debido al cual se abrió una puerta en pleno vuelo que succionó a la auxiliar Lilian Almada, arrojándola al vacío y causándole la muerte. Inter Austral fue una fugaz aerolínea creada por el grupo español Iberia, para funcionar como auxiliar de su filial de Austral Líneas Aéreas. La investigación judicial estableció la responsabilidad de la empresa y del aeropuerto, condenando penalmente a dos funcionarios de dichas organizaciones.

## La aerolínea
Inter Austral contaba una flota de dos aviones CASA CN-235-200, de fabricación española.
| Avión           | Unidades | Matrículas    | Notas              |
| --------------- | -------- | ------------- | ------------------ |
| CASA CN-235-200 | 2        | LV-VGV/LV-VHM | LV-VHM Accidentado |

Las investigaciones realizadas a raíz del accidente del vuelo 2306 en 1995, descubrieron graves fallas de seguridad en los aviones. La aerolínea dejó de operar en 1996.

## Hechos
El 9 de agosto de 1995 la puerta de un avión de Inter Austral en vuelo desde Córdoba a Mendoza se abrió violentamente, provocando la despresurización del aparato y generando una corriente que lanzó al vacío a la azafata Lilian Almada, de 28 años, quien perdió la vida al caer desde una altura estimada de 3000 metros, a 10 / 15 metros del Hotel La Posta ALTAS CUMBRES de la Córdoba.

## Investigación y causas
En abril del 2001, el Tribunal Oral Federal de Córdoba condenó al jefe de mantenimiento del aeropuerto Córdoba y al gerente de mantenimiento de la empresa, imponiéndole al primero una pena de dos años más inhabilitación para ejercer su profesión, y al segundo una pena de un año y ocho meses más la misma inhabilitación. No hubo otros condenados.